# Cnemoscopus rubrirostris
Tangará-de-capuz-cinzento ou pipira-de-capuz-cinzento (Cnemoscopus rubrirostris) é uma espécie de ave da família Thraupidae. É a única espécie do género Cnemoscopus.
Pode ser encontrada nos seguintes países: Bolívia, Colômbia, Equador, Peru e Venezuela.
Os seus habitats naturais são regiões subtropicais ou tropicais húmidas de alta altitude.